# Christiaan Messemaker

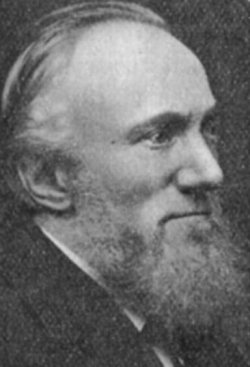
Christiaan Messemaker

Christiaan Messemaker (Gouda, 24 mei 1821 – Gouda, 16 november 1905) was een Nederlandse schaker. Hij is de oprichter van een van de eerste schaakclubs in Nederland, Messemaker 1847, en tweemaal officieus Nederlands kampioen schaken.

## Levensloop
Christiaan Messemaker werd één dag na het huwelijk van zijn ouders, Jacobus Messemaker en Maria Prince, geboren. Zijn vader overleed toen hij veertien jaar oud was en zijn moeder hertrouwde in 1836 met de Goudse tabakswinkelier Josuwa van der Zwalm. Messemaker trad in de voetsporen van zijn stiefvader en werd eveneens tabaksverkoper te Gouda. Hij trouwde op 29 maart 1843 met Ida Alida Welter.
Messemaker overleed in 1905 op 84-jarige leeftijd.

## Schaakcarrière
Tijdens het eerste nationale schaaktoernooi van 1858 in Nijmegen werd Messemaker tweede achter Werndly.
Messemaker, in die tijd een van de sterkste schakers van Nederland, speelde diverse partijen tegen de Duitse grootmeester Adolf Anderssen, die toen als een van sterkste spelers ter wereld gold.
Messemaker werd officieus Nederlands kampioen schaken in 1882 en 1884.

## Geschiedenis van Messemaker's vereniging
Messemaker richtte op 11 maart 1850 de schaakvereniging Vriendentrouw op. Mogelijk waren er ook dammers in de vereniging.
In 1860 werd de vereniging gesplitst en gingen de 'echte' schakers met Messemaker voorop verder onder de naam Oefening en Beleid, en vanaf 10 juni 1870 onder de naam van Schaak en damgezelschap Palamédes.
Als eerbetoon aan hun voorganger, de oprichter en sterkste schaker van de vereniging, "een der grootste schakers van ons land", kreeg de vereniging in 1886 de naam Messemaker.
In 1895 werd door Van Lennep, secretaris van de Nederlandse Schaakbond, een inventarisatie van schaakverenigingen in Nederland gemaakt. Messemaker, wel vaker betrapt op een administratieve onnauwkeurigheid, meldde toen als oprichtingsdatum van zijn schaakvereniging 24 mei (zijn verjaardag) 1847 (hetgeen 1850 had moeten zijn).
In de jaren daarop lijkt de activiteit binnen de vereniging terug te lopen en is ze ergens in de periode van 1898 tot 1907 ingesluimerd. Op 14 mei 1907 werd de vereniging officieel weer nieuw leven ingeblazen. Of er sprake is van heroprichting of doorstart, wordt nog altijd betwist.

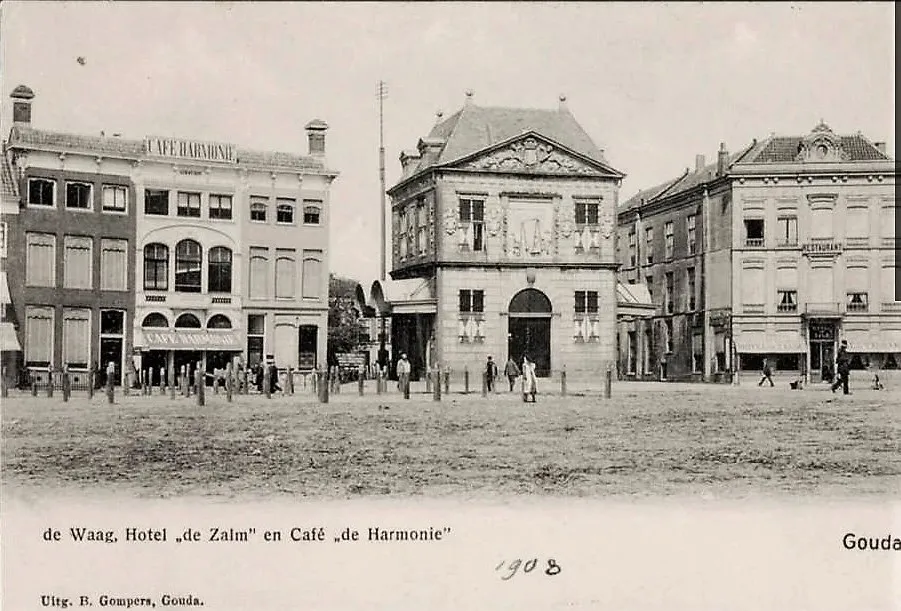
De Waag, hotel de Zalm en café de Harmonie

Tot 1917 was Café Harmonie aan de Goudse Markt de thuisbasis van de vereniging. Daarna heeft de vereniging gehuisd in het Blauwe Kruis aan de Westhaven, Sociëteit Vredebest, de Ronssehof, de Goudse Waarden aan de Calslaan, sporthal De Mammoet en sinds 2013 in Denksport Centrum de Hoog.
In 1993 werd aan de naam van de vereniging het door Messemaker aan Van Lennep gemelde jaartal toegevoegd. De huidige naam van de Goudse schaakclub is derhalve Messemaker 1847.

## Erevermeldingen
1848?-1852?: Erelid van Strijdt met Beleid in Nijmegen